# Mariele Millowitsch
Marie-Luise Millowitsch, detta Mariele (Colonia, 23 novembre 1955), è un'attrice tedesca, attiva principalmente in campo televisivo.
Appartenente ad una "dinastia" di attori (è nipote di Peter Wilhelm Millowitsch, pronipote di Cordy Millowitsch, figlia di Willy Millowitsch, nipote di Lucy Millowitsch e sorella di Peter Millowitsch), sul piccolo schermo è apparsa in una settantina di differenti produzioni, a partire dalla metà degli anni sessanta. Tra i suoi ruoli principali, figurano, tra l'altro, quelli nelle serie televisive Amiche nemiche (girl friends – Freundschaft mit Herz), Nikola, Die Familienanwältin e Marie Brand.

## Biografia
Marie-Luise Millowitsch nasce a Colonia il 23 novembre 1955..
Sin da bambina, lavora assieme ai fratelli nel teatro dei genitori e a soli dieci anni, fa il proprio debutto sul piccolo schermo  nel film TV commedia diretto da Walter Schmidt Drei kölsche Jungen, dove recita a fianco del padre Willy Millowitsch e del fratello Peter Millowitsch.
In seguito, contro la volontà dei genitori, che vorrebbero che studiasse recitazione al Mozarteum di Salisburgo, si iscrive alla facoltà di veterinario di Monaco di Baviera.
Dal 1995 al 2004 è tra i protagonisti della serie televisiva Amiche nemiche (girl friends – Freundschaft mit Herz), dove interpreta il ruolo di Marie Malek. Il ruolo le vale nel 1996 il Goldener Löwe come miglior attrice.
Dal 1997 al 2005 è protagonista, nel ruolo dell'infermiera Nikola Vollendorf, della sit-com Nikola.
Dal 2005 al 2006 è protagonista nel ruolo di Hanna Lorenz della serie televisiva Die Familienanwältin.
A partire dal 2008, è protagonista, nel ruolo di Marie Brand, dell'omonima serie televisiva poliziesca. Fa il proprio debutto in questa serie nel film TV intitolato Marie Brand und die tödliche Gier (nella versione in italiano: Marie Brand e il ritorno al passato), diretto da René Heisig.
Nel 2012, è protagonista nel ruolo di Fanny del film TV diretto da Christine Kabisch Chi vince perde tutto (Schlaflos in Schwabing).

## Filmografia parziale

### Cinema
- Pizza Colonia, regia di Klaus Emmerich (1991)
- Wunderjahre, regia di Arend Agthe (1992)
- Doppio fallo (Männer wie wir), regia di Sherry Hormann (2004)

### Televisione
- Drei kölsche Jungen - film TV, regia di Walter Schmidt (1965)
- Liebe mit 50 - film TV, regia di Günter Gräwert
- Die unsterblichen Methoden des Franz Josef Wanninger - serie TV, episodio 03x07 (1980)
- Zwei Dickköpfe - film TV (1984)
- Adel verpflichtet zu nichts - film TV (1985)
- Heidi und Erni - serie TV, 12 episodi (1990)
- Spaß am Dienstag - serie TV, episodio 08x29 (1991)
- Vera Wesskamp - serie TV, episodi 01x16-01x17 (1993)
- Kommissar Klefisch - serie TV, episodio 01x04 (1993)
- Amiche nemiche - serie TV, 69 episodi (1995-2004)
- La nave dei sogni - serie TV, episodi 01x27-01x56-01x58 (1996-2008)
- Nikola - serie TV, 110 episodi (1997-2005)
- Wiedersehen in Palma - film TV (1998)
- Meine beste Feindin - film TV (1999)
- Ich kaufe mir einen Mann - film TV (2000)
- Lottoschein ins Glück - film TV (2003)
- Die Familienanwältin - serie TV, 16 episodi (2005-2006)
- Mein Gott, Anna! - film TV (2008)
- Marie Brand e il ritorno al passato (Marie Brand und die tödliche Gier), regia di René Heisig – film TV (2008)
- Marie Brand - serie TV, 26 episodi (2008-...)
- Chi vince perde tutto (Schlaflos in Schwabing) - film TV, regia di Christine Kabisch (2012)
- Der große Schwindel - film TV (2013)
- Lost & Found - film TV (2013)
- Zwei mitten im Leben - film TV (2014)
- Mama geht nicht mehr - film TV (2016)
- Squadra Speciale Colonia - serie TV, episodio 13x18 (2016)

## Premi e nomination (lista parziale)
- 1996: Goldener Löwe come miglior attrice per il ruolo di Marie Malek in Amiche nemiche
- 1998: Premio Adolf Grimme per la serie televisiva Nikola
- 2002: Bayerischer Fernsehpreis come miglior attrice protagonista in una serie TV per il ruolo di Nikola Vollendorf nella serie televisiva Nikola
- 2003: Deutscher Fernsehpreis come miglior attrice in una sit-com per il ruolo di Nikola Vollendorf nella serie televisiva Nikola